# Педдес
Пе́ддес (нем. Pöddes), также мы́за Ка́льви (эст. Kalvi mõis) — рыцарская мыза в уезде Ляэне-Вирумаа, Эстония. Находится на территории деревни Калви. Согласно историческому административному делению мыза относилась к приходу Виру-Нигула. В годы Российской империи находилась на территории Эстляндской губернии и относилась к приходу Магольм.

## История мызы
Когда на завоёванных эстонских землях датчане основали Датскую Эстляндию, король Кнуд VI пожаловал их часть своим верным крестоносцам. Среди них был рыцарь Одерт Лоде (Odert Lode) родом из Бремена. Семья Лоде была одной из самых выдающихся при датском королевском дворе. Наряду с Кальви, Лоде получил мызы Кийу, Изенгоф и Кохтла. Во владении семьи Лоде мыза Кальви находилась до конца XVI века (по некоторым источникам мыза Кальви могла принадлежать этому роду уже с 1196 года).
Мыза была впервые упомянута в 1485 году. Лоде выстроили её в виде вассального городища — одного из самых величественных в Эстонии.
Городище было большим зданием в виде вытянутой трапеции с крыльями почти 30-метровой длины. Ворота располагались в западном крыле, а двухэтажные постройки объединялись вокруг небольшого внутреннего двора размером 10 на 15 метров. Вполне вероятно, что этот замок был перестроен в XV столетии из более старого и меньшего строения. Восточное и южное крылья городища были широкими, а северное и западное сравнительно узкими. В настоящее время сохранилось в руинах множество остатков крепостных стен.
В 1512 году мызой стал владеть Дитрих фон Кальфф (Dietrich von Kalff), по фамилии которого она получила своё эстонское название — Кальви.
В 1581 году мыза перешла в собственность семейства Энгдесов (Engdes) и оставалась в их руках более ста лет. 
После Северной войны, в результате брачного союза, мыза отошла семейству Эссенов. В 1770-х годах Густав фон Эссен (Gustav von Essen) вместо восточного крыла городища построил представительный двухэтажный господский дом в стиле раннего классицизма, который погиб в 1911 году в сильном пожаре.
На военно-топографических картах Российской империи (1846–1863 годы), в состав которой входила Эстляндская губерния, мыза обозначена как Педдесъ.
В 1889 году мызой владела Александрина фон Шиллинг (Alexandrine von Schilling), в 1912 году вышедшая замуж за Николая фон Штакельберга (Nikolai von Stackelberg). При них был построен новый особняк. Барон Штакельберг, который был церемониймейстером при царском дворе, заказал его проект петербургскому архитектору Владиславу Карповичу (Wladislaw Karpowicz). Новое главное здание мызы возвели на двести метров севернее старого. Трёхэтажное здание с четырьмя зубчатыми угловыми башнями напоминает английский средневековый рыцарский замок.
Штакельбергам удалось удержать мызу в своём владении до 1940 года, тогда как большинство мыз в Эстонии были национализированы в ходе земельной реформы 1919 года. В 1939 году последний владелец мызы, барон Штакельберг, покинул Эстонию.
В годы советской власти замок был приспособлен под санаторий-профилакторий для шахтёров.
В 1993 году в результате реституции мыза была возвращена семейству Штакельбергов, и в 1999 году они продали её датскому бизнесмену Хеннингу Люкке Йенсену (Henning Lykke Jensen), который после реновации господского дома открыл в нём в 2002 году роскошную гостиницу. Гостиницей оперировало основанное в 1997 году акционерное общество «Кальви мыйз» (Kalvi mõis AS). В 2010 году Йенсен продал мызу Кальви фирме Belitex Invest, принадлежащей двум бизнесменам из Санкт-Петербурга. По утверждениям новых владельцев особняку требовались ремонтные работы, поэтому мыза получила разрешение на закрытие, а в замке проводили только частные мероприятия. Осенью 2013 года фирма Kalvi mõis была ликвидирована. За 16 лет деятельности торговый оборот фирмы составил 27,77 млн евро, а итоговый убыток — 5,305 млн евро.

## Главное здание
Господский дом в стиле Тюдоров расположен на краю плитнякового глинта, недалеко от берега моря. Это трёхэтажное строение из гранита с внушительным фасадом и расчленённой вальмовой крышей. На каждом из четырёх углов выступают четырёхгранные зубчатые башни, инспирированные готикой, и только расположение узких окон выполнено в югендстиле. Передний фасад подчёркивается ризалитом со ступенчатым щипцом. На расположенную в середине заднего фасада просторную закрытую веранду ведёт высокая парадная лестница из гранитной крошки с балюстрадой в стиле барокко. Во внутренней планировке доминирует парадный зал, проходящий через второй и третий этажи, за которым в северном крыле выстроились залы с салонами. Представительские комнаты украшены высококачественным декором-стукко в виде венков из роз, гирлянд из лавровых листьев и пр. В парадном зале и в одном из салонов западного крыла сохранились гранитные камины в стиле неоренессанса с гербовым щитом.

## Парк
Площадь мызного парка составляет 17 гектаров, он имеет свободную планировку, где присутствуют также элементы регулярной планировки. В рельефе парка предстают разнообразные пейзажи: крутой утёс, пляж, лес, своеобразные природные картины, расположенные в устье протекающей неподалёку реки Пада. На землях мызы Кальви есть виды растительности, сочетание которых редко встречается в эстонской природе. Ранее двор мызы был огорожен высокими стенами, внутри которых, по всей вероятности, размещался небольшой цветник.
В качестве регулярных элементов в парке представлены аллеи западной липы и дубовые аллеи, а также оформление парадной и задней площадей. В центре просторной парадной площади, окружённой пешеходными дорожками круглой формы, установлен фонтан. В восточной части парка есть пруд с островом. Южную границу парка очерчивает ограда из камней. Заднюю площадь с двух сторон обрамляют полузакрытые участки с редкими насаждениями. На извилистых дорожках открываются красивые виды как на парк, так и на море. Площадь за домом имеет открытый морской вид.
Основные виды произрастающих в парке  деревьев: клён, дуб, вяз, ясень, ель. Есть ряд редких пирамидальных дубов, старые евро-американские тополя, липа западная, липа крупнолистная, берёза бумажная, американская осина. Из хвойных пород представлены: псевдотсуга, лиственница сибирская, на берегу моря — кедровые сосны.

## Мызный комплекс
Большинство сохранившихся хозяйственных построек мызы относятся к концу XIX — началу XX столетия. Одной из самых красивых из них является кузница.
В Государственный регистр памятников культуры Эстонии внесены 15 объектов мызного комплекса:
- главное здание (при инспектировании 12.09.2017 находилось в удовлетворительном состоянии)[4];
- парк (при инспектировании 12.09.2017 находился в хорошем состоянии)[11];
- ледяной погреб (при инспектировании 12.09.2017 находился в хорошем состоянии)[12];
- руины водочной фабрики (при инспектировании 12.09.2017 находились в аварийном состоянии)[13];
- важница (при инспектировании 12.09.2017 находился в хорошем состоянии)[14];
- погреб  (при инспектировании 12.09.2017 находился в хорошем состоянии)[15];
- хлева (при инспектировании 12.09.2017 находились в удовлетворительном состоянии)[16];
- руины городища со старым главным зданием мызы (при инспектировании 12.09.2017 находились в полуразрушенном состоянии)[17];
- дом работников  (при инспектировании 12.09.2017 находился в удовлетворительном состоянии)[18];
- амбар 1 (при инспектировании 12.09.2017 находился в удовлетворительном состоянии)[19];
- амбар 2 (при инспектировании 12.09.2017 находился в плохом состоянии)[20];
- каретник-конюшня (при инспектировании 12.09.2017 находилась в аварийном состоянии)[21];
- мызная ограда (при инспектировании 12.09.2017 находилась в удовлетворительном состоянии)[22];
- сушильня (при инспектировании 12.09.2017 находилась в удовлетворительном состоянии)[23];
- кузница (при инспектировании 12.09.2017 находилась в удовлетворительном состоянии)[24].

## Галерея
- Старое главное здание мызы, рисунок
Ф. А. Шпренглера, 1894 год
- Новое главное здание мызы
(замок Кальви)
- Задний фасад замка Кальви
- Дом работников мызы
- Руины городища со старым главным зданием мызы